# اریش رومپلر توب (هواپیما)
اریش رومپلر توب (به انگلیسی: Etrich_Taube) یک هواگرد از نوع جنگنده، بمب‌افکن، جستجوگر و آموزشی ساخت شرکت Various است. هواگرد اریش رومپلر توب نخستین پروازش را در ۱۹۱۰ میلادی انجام داد.
طراح این هواگرد، Igo Etrich بود.